# Yxern
Yxern är en sjö i Vimmerby kommun och Västerviks kommun i Småland och ingår i Botorpsströmmens huvudavrinningsområde. Sjön är 25 meter djup, har en yta på 14,9 kvadratkilometer och befinner sig 91,2 meter över havet. Sjön avvattnas av vattendraget Isnäsström (Yxeredsån). Vid provfiske har en stor mängd fiskarter fångats, bland annat abborre, björkna, braxen och gers.
Yxern är Kalmar läns största insjö.
Vid sjöns södra del finns ett våtmarksområde med vassar och strandängar. Sjön är genom sin skärgårdsliknande struktur attraktiv för det rörliga friluftslivet. Vid Gröpplesand finns en badplats. Norra Yxern tillhör ett område av riksintresse för kulturmiljövården, Toverum. Större delen av sjön är belägen i Vimmerby kommun. I sjön finns ett mycket rikt fågelliv med häckande storlom, fiskgjuse och häger. Vidare häckar brunand, brun kärrhök, vattenrall, småfläckig sumphöna, rörhöna, storskrake och skrattmås. Fiskbeståndet är rikligt med bland annat gädda, abborre, siklöja och storvuxna bestånd av gös.
Människor har verkat och bott runt sjön sedan stenåldern, i området finns rikligt med gravar och i parken Gästgivarehagen i Vimmerby finns stenålderskanoter bärgade från sjön för beskådan.
Yxern har sjömalm av mycket hög järnhalt på omkring 49 procent vilken utnyttjats sedan länge. På 1740-talet anlades en masugn vid Yxerns norra sida vid Toverum, bruket byggdes med tiden ut till att omfatta en masugn, en stångjärnshammare med två härdar, en manufaktursmedja samt en stånghammare vid Fängebo. Sista bärgningen av sjömalm från Yxern skall ha skett 1871. En pråm innehållande 40 skeppund järn bärgades i dyn vid Toverums bruk 1843. På 1880-talet lades järntillverkningen vid Tovehult ned, och i stället kom skogsnäringen att bli den viktigaste runt Yxern. Yxern sänktes på 1800-talet. Sin blomstringstid som transportled fick Yxern efter invigningen av Västervik-Hultfreds järnväg 1879. Ett sidospår på två kilometer drogs från Blägda ned till Yxerns södra ända där en lastbrygga byggdes vid Yxerns järnvägsstation. Från 1891 gick ångbåtstrafik på sjön. Vid sekelskiftet 1900 fanns två kvarnar, tre sågverk, ett tegelbruk, en kättingsmedja, en lumpstamp och en benstamp vid sjöns utlopp.
Omkring 1930 upphörde ångbåtstrafiken på Yxern. På 1930-talet fördjupades Boösundet mellan övre och nedre Yxern för att ge större avrinningseffekt, samtidigt förbättrades Yxerns avrinning genom Yxeredsån. Innan Hästö, sjöns största ö fick vägförbindelse användes en pråm för att transportera djur ut till ön. Pråmen fanns kvar ännu 1969.
I slutet på 1930-talet byggdes flera kraftverk vid sjöns utlopp. Genom vattendom tillåts nivåförändringar på nära tre meter, vilket kan ge påverkan på sjön då den har grunda stränder.

## Delavrinningsområde
Yxern ingår i delavrinningsområde (639701-151648) som SMHI kallar för Utloppet av Yxern. Medelhöjden är 104 meter över havet och ytan är 75,75 kvadratkilometer. Räknas de 10 avrinningsområdena uppströms in blir den ackumulerade arean 319,08 kvadratkilometer. Isnäsström (Yxeredsån) som avvattnar avrinningsområdet har biflödesordning 2, vilket innebär att vattnet flödar genom totalt 2 vattendrag innan det når havet efter 41 kilometer. Avrinningsområdet består mestadels av skog (61 %). Avrinningsområdet har 15,95 kvadratkilometer vattenytor vilket ger det en sjöprocent på 21 %.

## Fisk
Vid provfiske har följande fisk fångats i sjön:

- Abborre
- Björkna
- Braxen
- Gärs
- Gädda
- Gös
- Lake
- Löja
- Mört
- Nors
- Sarv
- Siklöja
- Sutare